# جیفونی واله پیانا
جیفونی واله پیانا (به ایتالیایی: Giffoni Valle Piana) شهری کوچک در استان سالرنو در ناحیه کامپانیا در جنوب غربی ایتالیا است.

## جغرافیا

این شهر در نزدیکی سالرنو مرکز استان واقع شده‌است.
جمعیت این شهر بر پایه آمار سال ۲۰۰۵ برابر با ۱۰٬۹۸۲ نفر و مساحت آن ۸۷ کیلومتر مربع بوده‌است.

## هنر
جشنواره بین‌المللی فیلم جیفونی که جشنواره‌ای ویژه کودکان و نوجوانان است هر ساله در این شهر برگزار می‌شود.